# Easy Love
Easy Love (Amor fácil em português) é a canção de estreia do músico britânico Sigala . Possui uma interpolação da música "ABC" do grupo The Jackson 5, reproduzida por Hal Ritson e executada por Vula Malinga e Kyle Johnson. Foi lançada em 4 de setembro de 2015 com formato digital no Reino Unido através da gravadora Ministry of Sound. A canção estreou no número 71 na parada UK Singles Chart, e, na semana seguinte, disparou 70 lugares até ao número um na mesma parada e na UK Dance Chart.

## Faixas
| Digital download – single |             |         |  |
| N.º                       | Título      | Duração |  |
| 1.                        | "Easy Love" | 2:38    |  |

| Digital download – EP |                             |         |  |
| N.º                   | Título                      | Duração |  |
| 1.                    | "Easy Love" (Extended Mix)  | 5:44    |  |
| 2.                    | "Easy Love" (Re-Edit)       | 5:47    |  |
| 3.                    | "Easy Love" (Sticky Remix)  | 4:54    |  |
| 4.                    | "Easy Love" (DJ Zinc Remix) | 4:42    |  |

| Remixes – EP |                                    |         |  |
| N.º          | Título                             | Duração |  |
| 1.           | "Easy Love" (Faiir Remix)          | 4:28    |  |
| 2.           | "Easy Love" (Miguel Campell Remix) | 5:16    |  |
| 3.           | "Easy Love" (Sticky Remix)         | 4:54    |  |
| 4.           | "Easy Love" (DJ Zinc Remix)        | 4:42    |  |
| 5.           | "Easy Love" (Danny Byrd Remix)     | 4:57    |  |

## Desempenho nas paradas
| Parada (2015–16)                               | Melhor posição |
| ---------------------------------------------- | -------------- |
| Austrália (ARIA)                               | 14             |
| Australia Dance (ARIA)                         | 1              |
| Áustria (Ö3 Austria Top 75)                    | 10             |
| Bélgica (Ultratop 50 de Flandres)              | 3              |
| Bélgica (Ultratop 50 da Valônia)               | 13             |
| República Checa (Rádio Top 100)                | 8              |
| República Checa (Singles Digitál Top 100)      | 13             |
| Dinamarca (Hitlisten)                          | 30             |
| França (SNEP)                                  | 37             |
| O campo songid é OBRIGATÓRIO PARA PARADA ALEMÃ | 5              |
| Hungria (Dance Top 40)                         | 22             |
| Hungria (Rádiós Top 40)                        | 22             |
| Hungria (Single Top 40)                        | 15             |
| Irlanda (IRMA)                                 | 3              |
| Itália (FIMI)                                  | 50             |
| Países Baixos (Dutch Top 40)                   | 2              |
| Países Baixos (Single Top 100)                 | 2              |
| Nova Zelândia (RMNZ)                           | 15             |
| Noruega (VG-lista)                             | 18             |
| Polónia (Polish Airplay Top 100)               | 37             |
| Polónia (Dance Top 50)                         | 16             |
| Escócia (Scottish Singles Chart)               | 1              |
| Eslováquia (Rádio Top 100)                     | 33             |
| Espanha (PROMUSICAE)                           | 30             |
| Suécia (Sverigetopplistan)                     | 8              |
| Suíça (Schweizer Hitparade)                    | 10             |
| Reino Unido (UK Singles Chart)                 | 1              |
| Reino Unido (UK Dance Chart)                   | 1              |
| Reino Unido (OCC UK Indie)                     | 1              |

## Histórico de lançamento
| Region      | Date               | Format           | Label             |
| ----------- | ------------------ | ---------------- | ----------------- |
| Irlanda     | 4 de setembro 2015 | Descarga digital | Ministry of Sound |
| Reino Unido | 4 de setembro 2015 | Descarga digital | Ministry of Sound |